# Музейний комплекс «Всесвіт Води»
Музейний комплекс «Всесвіт Води» — музей в Санкт-Петербурзі, заснований в 2003 році, один з наймолодших музеїв міста. Музейний комплекс «Всесвіт Води» працює у складі філії «Інформаційно-освітній центр» ГУП «Водоканал Санкт-Петербурга». Експозиції розміщені в Водонапірної вежі та приміщенні колишнього резервуара Головної водопровідної станції, які знаходиться на Шпалерний, 56, навпроти Таврійського двору. 
Його експонати, макети, інсталяції, мультимедійні експозиції розповідають про історію, сучасний стан і перспективи водопостачання та водовідведення міста, використанні води в побуті, стан водних ресурсів. У музеї відвідувачі дізнаються багато нового про найтаємничішу речовину в природі — воду, — в якій зародилося життя і без якої вони не можуть існувати. Взаємовідносини людини і води представлені на великому історичному матеріалі, а усвідомлення людьми необхідності дбайливого ставлення до природних ресурсів, уявлення про трудовитрати, необхідні для забезпечення великого міста питною водою і відведення стічних вод, буде сприяти розумному споживанню природних ресурсів.